# Bréauté
Bréauté település Franciaországban, Seine-Maritime megyében. Lakosainak száma 1363 fő (2022. január 1.). Bréauté Beuzeville-la-Grenier, Bornambusc, Goderville, Gonfreville-Caillot, Grainville-Ymauville, Houquetot, Manneville-la-Goupil, Mirville és Vattetot-sous-Beaumont községekkel határos.

## Népesség
A település népességének változása:
| Lakosok száma | 1312 | 1325 | 1342 | 1340 | 1350 | 1359 | 1367 | 1365 | 1363 |
|               | 2013 | 2015 | 2016 | 2017 | 2018 | 2019 | 2020 | 2021 | 2022 |